# Jaime Cuartas
Jaime Alexander Cuartas (ur. 28 października 1975  w Medellín) – kolumbijski szachista i trener szachowy, arcymistrz od 2009 roku.

## Kariera szachowa
Do ścisłej czołówki kolumbijskich szachistów należy od pierwszych lat XXI wieku. W 2002, 2004, 2006 i 2009 r. czterokrotnie (w tym raz na I szachownicy) reprezentował narodowe barwy na szachowych olimpiadach, w latach 2006 i 2008 wypełniając arcymistrzowie normy. W 2003 r. zwyciężył w kołowym turnieju w Medellín, wyprzedzając m.in. najbardziej utytułowanego kolumbijskiego szachistę, Alonso Zapatę, natomiast w 2004 r. zajął I m. w otwartym turnieju w Cali. W 2006 r. zdobył w Araucy tytuł indywidualnego wicemistrza Kolumbii, zajmując II m. za Gildardo Garcią, zwyciężył (wspólnie z Josepem Manuelem Lópezem Martínezem) w Badalonie oraz zajął I m. w Barcelonie. W 2008 r. podzielił I m. (wspólnie z m.in. Zbigniewem Paklezą, Aleksiejem Barsowem i Karenem Mowsesjanem) w Sitges, a w 2009 r. zwyciężył (wspólnie z Lelyssem Stanleyem Martinezem Duanym) w La Pobla de Lillet.
Najwyższy ranking w dotychczasowej karierze osiągnął 1 listopada 2009 r., z wynikiem 2548 punktów zajmował wówczas 1. miejsce wśród kolumbijskich szachistów.